# Gwynne Shotwell
Gwynne Shotwell, sz. Gwynne Rowley (Evanston, Illinois, 1963. november 23. –) gépészmérnök, az Elon Musk által 2002-ben alapított Space Exploration Technologies Corp., a SpaceX űripari és űrhajózási elnöke és ügyvezető igazgatója.

## Tanulmányai
A Libertyville High Schoolban végezte középfokú tanulmányait, ahol különösen jól tanult és kiemelkedően érettségizett. Az illinoisi Northwestern University gépészmérnöki szakán szerzett alapfokú gépészmérnöki diplomát 1986-ban. 1988-ban mesterfokú diplomát szerzett alkalmazott matematikából, illetve alapfokú diplomát természettudományokból szintén a Northwestern Universityn. Az autóiparban kezdett dolgozni a Chrysler cégnél, de mivel nem mérnöki munkát végzett, nem maradt sokáig. Visszament az egyetemre, és PhD-diplomát szeretett volna szerezni alkalmazott matematikából, de kilenc hónap után az egyetemet is otthagyta, és elkezdett munkát keresni.

## Karrierje
Az egyetem után a kaliforniai El Segundóban kapott állást az Aerospace Corporationnél, amely egy szövetségi kutatóintézet. Itt már valódi mérnöki munkát végzett, műholdak hőtani matematikai modelljét készítette el, és különböző hűtésű műszerek kölcsönhatásait írta le. Rengeteg tudományos publikációja volt űrhajózási témákban, például űreszközök terveit készítette el, tanulmányozta a Space Shuttle hőtani tulajdonságait, illetve a Föld körüli pályáról visszatérő testeken létrejött hatásokról is írt. Tízévnyi munka után otthagyta a vállalatot, mert űrhajókat, illetve egyéb űreszközöket szeretett volna tervezni.
1998-ban a Microcosm Incorporated űrhajózási rendszerek részlegének igazgatója lett, szintén El Segundóban. Az Amerikai Légierőnek terveztek és építettek műholdrendszereket. Négy éve dolgozott ott, amikor egy volt munkatársával elmentek egy ebédre megbeszélni egy álláslehetőséget. Ez a munkatársa nem más volt, mint Hans Koenigsmann (ma a SpaceX küldetésszervezési alelnöke), aki akkor csatlakozott a Space Exploration Technologies startup céghez. Koenigsmann elhívta Gwynne-t, hogy nézze meg a céget, a látogatáskor pedig találkoztak Elon Muskkal, aki akkor még a PayPal társalapítójaként volt híres. Musk elmesélte Gwynne-nek a vízióját az olcsó, hatékony és megbízható hordozórakétákról és a többször felhasználható rendszerekről. Pár nappal később Gwynne kapott egy hívást Musktól, aki felajánlotta neki a kereskedelmi és üzletfejlesztési részleg alelnöki posztját, amit elfogadott. Ebben a szerepkörben a fő feladata rakétaindítások értékesítése volt potenciális vevőknek, bár a munkaköre gyorsan kezdett kiterjedni a pénzügyekre, jogi ügyekre és a kormánnyal való kommunikációra is.
2008 végén a SpaceX elnöke és ügyvezető igazgatója lett. Azóta ő intézi a marketinget, indítási megbízások szervezését, jogi ügyeket, pénzügyeket és a kormánnyal való kapcsolatokat. A legtöbb energiáját a megbízások szerződtetésére fordítja, szerinte azzal tudja legjobban előremozdítani a céget.

## Díjak, kitüntetések
- 2012: Women in Technology International Hall of Fame
- 2017: Satellite Executive of the Year 2017[6]
- 2018: Forbes' America's Top 50 Women In Tech.[7]
- 2020: Times' 100 most influential people[8]

## Családja
Két testvére van. Második férjét, Robert Shotwellt 2002-ben ismerte meg.